# 207341 Isabelmartin
207341 Isabelmartin este un asteroid din centura principală de asteroizi.

## Descriere
207341 Isabelmartin este un asteroid din centura principală de asteroizi. A fost descoperit pe 3 mai 2005 la La Cañada de Juan Lacruz. Asteroidul prezintă o orbită caracterizată de o semiaxă mare de 3,05 ua, o excentricitate de 0,14 și o înclinație de 0,5° în raport cu ecliptica.